# Kostelec u Kyjova
Kostelec (deutsch Kosteletz, älter auch Costelitz, Kostellitz) ist eine Gemeinde in Tschechien. Sie liegt drei Kilometer nordöstlich von Kyjov und gehört zum Okres Hodonín.

## Geographie

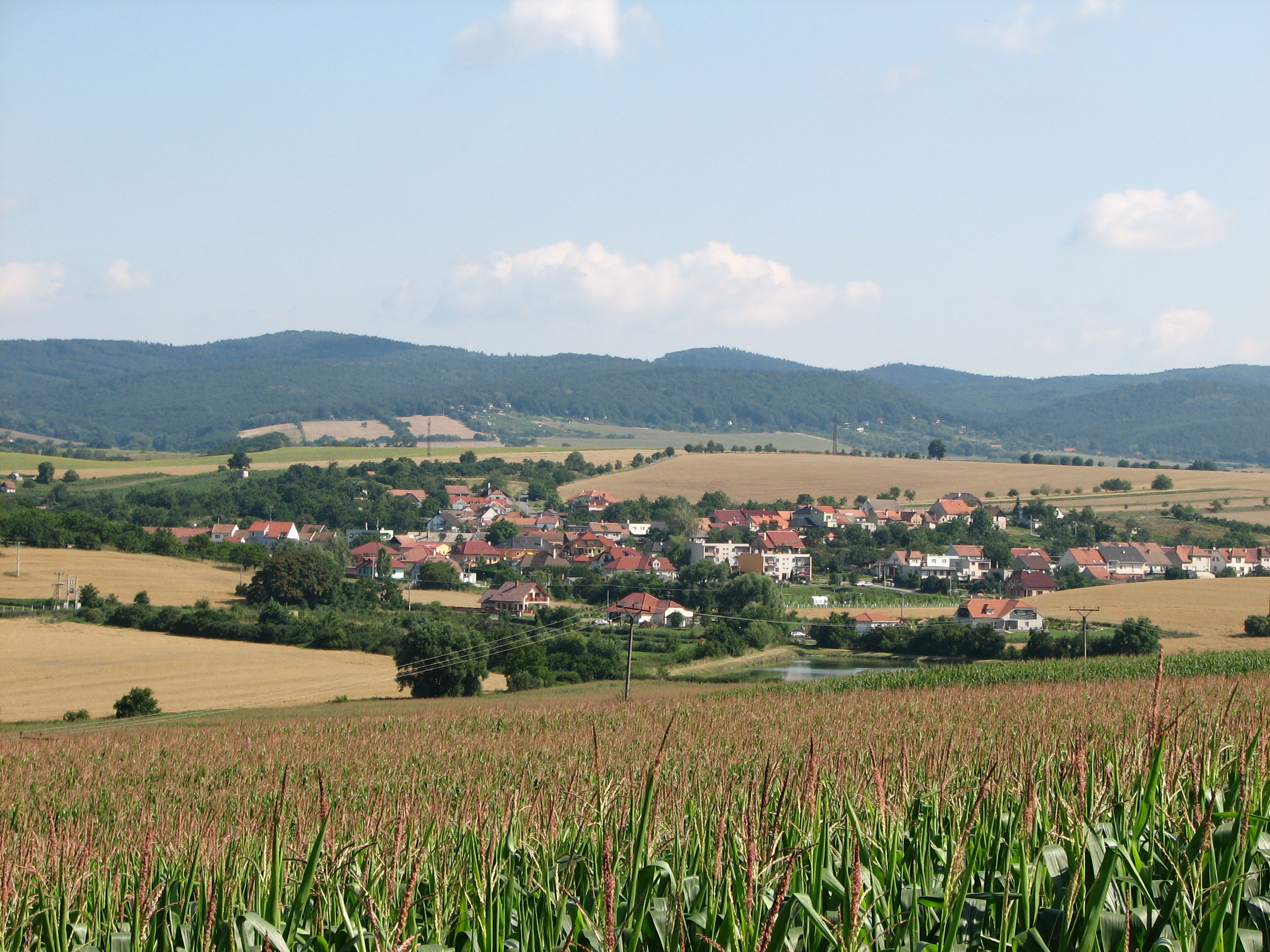
Ortsansicht

Kostelec erstreckt sich beiderseits des Baches Malšinka im Hügelland Kyjovská pahorkatina. Nördlich erheben sich die Zelená hora (305 m), die Lenivá hora (486 m) und der Paní háj (410 m), im Nordosten der Šepruny (303 m), südöstlich der Kuče (278 m), im Süden der U Svatého Rocha (Rochusberg, 256 m), westlich die Kostelecká Stará hora (251 m) und im Nordwesten die Bohuslavická Nová hora (295 m).
Nachbarorte sind Čeložnice im Norden, Moravany und Dolní Moštěnice im Nordosten, Hýsly im Osten, Žádovice und Kelčany im Südosten, Vlkoš und Skoronice im Süden, Kyjov und Nětčice im Südwesten, Boršov im Westen sowie Bukovany und Bohuslavice im Nordwesten.

## Geschichte
Die erste schriftliche Erwähnung von Kostelec erfolgte im Jahre 1131 in einer Urkunde des Olmützer Bischofs Heinrich Zdik als Besitz der Kirche in Spytihněv. Später wurde Kostelec Teil der bischöflichen Güter. Bischof Bruno von Schauenburg führte in der zweiten Hälfte des 13. Jahrhunderts das Lehnswesen für die bischöflichen Güter ein und reichte Kostelec den Brüdern Frank und Albert Stockfisch als Lehn. Wahrscheinlich bestand die Feste, die auch über die Gerichtsbarkeit verfügte, bereits im 14. Jahrhundert. Erstmals erwähnt wurde sie jedoch erst 1552, als die Stolbašský von Doloplazy mit Kostelec belehnt waren. Im Laufe der Zeit wechselten die Besitzer des Lehngutes häufig. 1637 wurde Anton Görtz von Asten mit Kostelec beliehen. Nach dessen Tode sprach das Lehngericht Kroměříž Kostelec am 23. Januar 1639 seinem Neffen Siegmund zu. Der Einfall der Truppen Stephan Bocskais nach Mähren, die Choleraepidemie von 1605 und der Dreißigjährige Krieg mit anschließender Vertreibung der Protestanten ließen Kostelec veröden. 1654 waren lediglich 14 Podsekenstellen bewirtschaftet, weitere zehn sowie alle fünf Wirtschaften lagen brach. Die Feste als Sitz der Familie Görtz wurde wahrscheinlich beim Einfall Bocskais oder bei der Belagerung von Gaya durch die Türken im 1663 verwüstet. Das älteste Ortssiegel stammt aus der Zeit zwischen 1668 und 1721, es zeigt die Kirche in ihrer Form vor dem Umbau. 1719 ließ Johann Alexander Görtz anstelle der Feste ein kleines Barockschloss errichten. Zehn Jahre später wurde die Kirche barock umgestaltet und vergrößert. Sigmund Nikolaus d. J. Görtz war wegen der Auszahlung seiner Brüder Johann und Franz überschuldet. Als er daraufhin die Fronleistungen und Abgaben seiner Untertanen erhöhte, kam es zu verschiedenen Protesten der Bewohner. Schließlich brach 1712 in Kostelec ein Aufstand gegen Görtz aus, der dagegen mit der Verhängung von Prügelstrafen und der Androhung der Verbannung nach Ungarn vorging. Nachdem die rebellierenden Untertanen am 9. Januar 1713 Klage bei Bischof Wolfgang Hannibal von Schrattenbach über die unchristliche Prügel, weitere körperliche Misshandlungen und den Umgang Görtzens mit seinen Untertanen eingereicht hatten, rief der Bischof seinen Lehnsmann zur Rechenschaft. 1731 musste Sigmund Nikolaus Görtz von Asten das Lehngut Kostelec wegen Misswirtschaft an Armand Petřvaldský von Petřvald verkaufen. Dieser erwarb 1737 noch das Gut Žádovice hinzu. Nachdem Petřvaldský die Verpflichtungen der Untertanen erhöhte und alte Gebräuche abschaffte, kam es 1740 zu Protesten der Bewohner von Žádovice und Kostelec beim Lehngericht Kroměříž. Die Blutgerichtsbarkeit über Kostelec hatte bis 1748 das Jagdgericht auf der Burg Buchlov inne. In den Jahren 1764 bis 1766 ließ der Lehnsbesitzer Johann Georg von Mühlendorf das Schloss erhöhen.
Nach der Aufhebung der Patrimonialherrschaften bildete Kostelec/Kosteletz ab 1850 eine Gemeinde in der Bezirkshauptmannschaft Gaya. Das Gut Kostelec wurde nach der Abschaffung des bischöflichen Lehnswesens an den Unternehmer Hubert Klein verkauft, der es sofort weiter verpachtete. Letzter Pächter des Gutes war bis 1945 der Besitzer des Schlosses Ždánice, Erwin Seidl. Nach dem Ende des Zweiten Weltkrieges wurde das Gut Kostelec als deutscher Besitz konfisziert und aufgeteilt. Nach der Aufhebung des Okres Kyjov wurde Kostelec 1960 dem Okres Hodonín zugeordnet. Seit 2001 führt die Gemeinde ein Wappen und Banner. In der Umgebung Dorfes befinden sich ausgedehnte Weinberge.

## Gemeindegliederung
Für die Gemeinde Kostelec sind keine Ortsteile ausgewiesen.

## Sehenswürdigkeiten

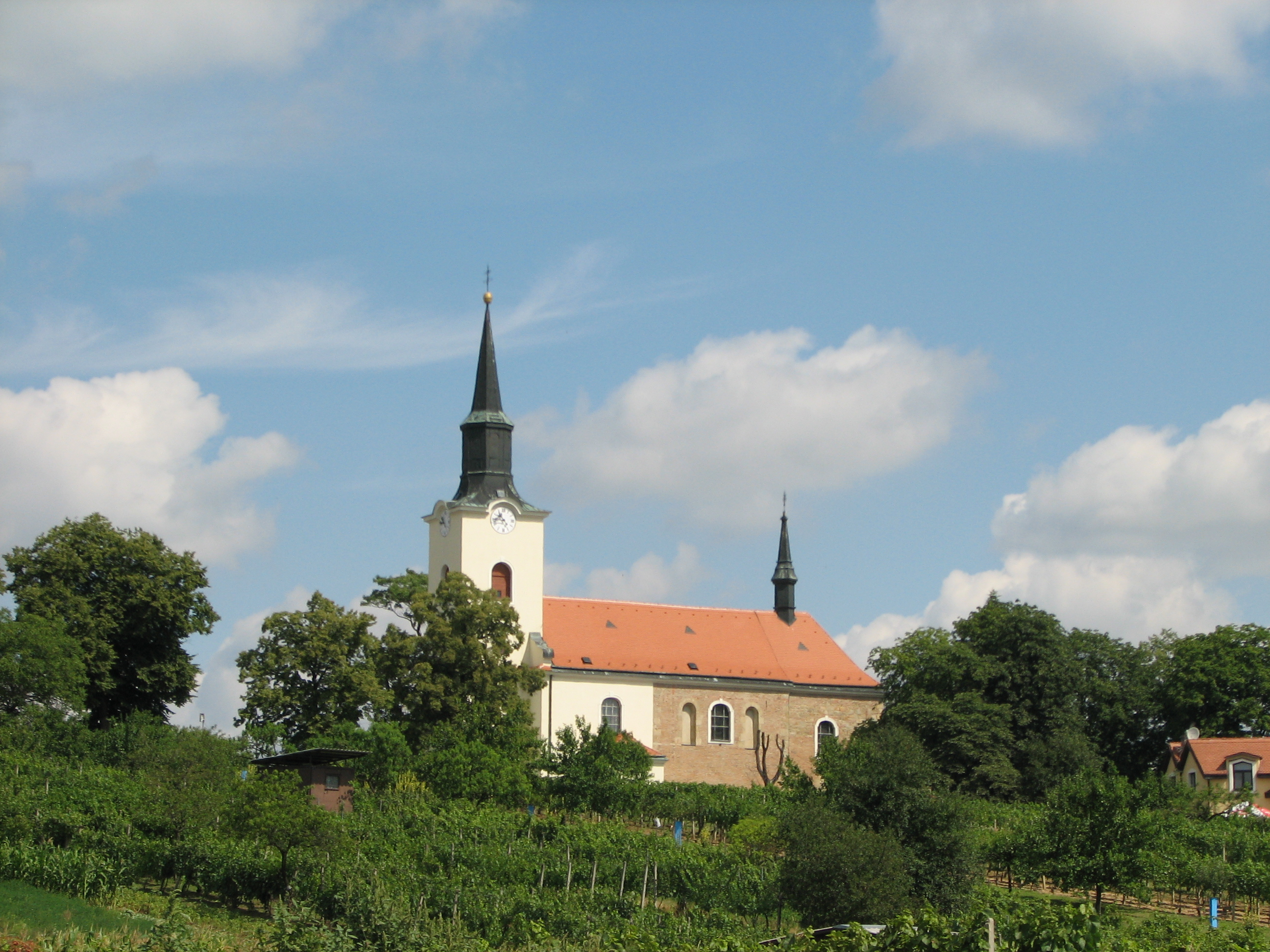
Kirche St. Wenzel

- Kirche des hl. Wenzel; der ursprünglich romanische Bau entstand um 1230. Im Jahre 1729 wurde die Kirche nach Westen erweitert und barock umgestaltet. Sie galt lange Zeit als ältester Ziegelbau Mährens und soll zwischen 1030 und 1050 errichtet worden sein. Bei Baugrunduntersuchungen wurden in den Fundamenten jedoch Steinmetzzeichen der Velehrader Bauhütte aufgefunden, so dass der Kirchenbau 200 Jahre später als ursprünglich angenommen, erfolgt sein muss. 1989 wurden erhaltene Sichtmauern des alten Baukerns, ein romanisches Fenster sowie ein Portal in der südlichen Wand des Schiffes freigelegt.
- ehemaliges Schloss Kostelec; es entstand 1719 durch den Umbau der alten Feste und wurde zwischen 1764 und 1766 um ein Geschoss erweitert. Es diente nach 1945 als Kindergarten, ab 1948 als Zentrum der staatlichen Traktorenstation, ab 1953 als Großhandelslager und danach als Sitz und Lager der Landwirtschaftlichen Genossenschaft. In den 1970er und 1980er Jahren diente das Schloss als Produktionsstätte für Elektrozubehör und Handschuhe sowie als Landarbeiterwohnheim. Ab 1972 waren in dem Gebäude auch der Kindergarten sowie die Kantine der Ortsverwaltung und der Landwirtschaftlichen Genossenschaft untergebracht. Nach 1989 wurde das Schloss privatisiert und nach verschiedenen metallverarbeitenden Firmen ist heute darin eine Reparaturwerkstatt für Differenzialgetriebe ansässig. Durch Modernisierungen verlor das Bauwerk im 20. Jahrhundert sein ursprüngliches Aussehen und verkam schließlich. Heute ist es zur Hälfte instand gesetzt. Erhalten blieb lediglich das Wappen der Familie Görtz von Asten über dem Eingang.
- 500-jährige Eibe; gegenüber dem Schloss
- Gedenkstein für den Widerstandskämpfer Štěpán Kalivoda; am Dorfanger

## Söhne der Gemeinde
- Franz Adankt Joseph von Görtz (1694–1752 (oder 1753)), preußischer Landrat
- Anton Polaschek (1855–1912), Altphilologe, Gymnasialprofessor in Czernowitz und Wien